# Uzbekistan i olympiska vinterspelen 2002
Uzbekistan deltog i olympiska vinterspelen 2002. Uzbekistans trupp bestod av 6 idrottare varav 3 var män och 3 var kvinnor. Den äldsta idrottaren i Uzbekistans trupp var Tatyana Malinina (29 år, 22 dagar) och den yngsta var Nataliya Ponomareva (19 år, 181 dagar).

## Resultat

### Alpin skidåkning
- Slalom herrar
  - Komil Urunbayev - ?
- Slalom damer
  - Elmira Urumbayeva - 38

### Konståkning
- Singel herrar
  - Roman Skornyakov - 19
- Par
  - Nataliya Ponomareva - 18
  - Yevgeny Sviridov - 18
- Singel damer
  - Tatyana Malinina - ?